# Simiiformes
Le scimmie (simiiformes) sono un infraordine di Primati del sottordine degli Haplorrhini, a cui appartiene anche l'essere umano moderno.
I primi rappresentanti di questo infraordine cominciarono a differenziarsi circa 40 milioni di anni fa nei parvordini delle catarrine, che si diffusero in Africa e Asia (scimmie del Vecchio Mondo) e delle platirrine, che colonizzarono le Americhe (scimmie del Nuovo Mondo). 25 milioni di anni fa avvenne la differenziazione delle scimmie antropomorfe (Hominoidea) in seno alle catarrine.

## Tassonomia
- Parvordine Catarrhini o "scimmie del Vecchio Mondo" (151 specie)
  - Superfamiglia Hominoidea (20 specie)
    - Famiglie: Hominidae, Hylobatidae

  - Superfamiglia Cercopithecoidea (131 specie)
    - Famiglia Cercopithecidae
- Parvordine Platyrrhini o "scimmie del Nuovo Mondo" (128 specie)
  - Superfamiglia Ceboidea (128 specie)
    - Famiglie Cebidae, Atelidae, Aotidae, Pitheciidae

## Genetica
Nel 2021  è stato ottenuto il genoma quasi completo del bonobo. Nel 2025 è stato completato il sequenziamento del DNA (da telomero a telomero) di scimpanzé, bonobo, gorilla, oranghi e siamango.